# Trematocephalus tripunctatus
Trematocephalus tripunctatus là một loài nhện trong họ Linyphiidae.
Loài này thuộc chi Trematocephalus. Trematocephalus tripunctatus được Eugène Simon miêu tả năm 1894.